# IDTGV
Az iDTGV a francia állami vasúttársaság, az SNCF 100%-os tulajdonú leányvállalata volt, amely nagysebességű TGV-szolgáltatásokat üzemeltetett több LGV-vonalon Franciaország egész területén. Minden vonat Párizsba vagy Párizsból közlekedett, és 12 francia állomást szolgált ki. A jegyeket csak online lehet megvásárolni, legfeljebb 6 hónappal előre.
A szolgáltatást 2017 végén megszüntették, és részben az Ouigo váltotta fel.

## Koncepció
Az iDTGV jegyei csak online voltak megvásárolhatóak. Minden vonat két különböző hangulatot kínált, így az utazás személyre szabottabbá vált. A vonatokra 6 hónappal az indulás előtt lehetett jegyet foglalni, az árak minden útvonalon 19 eurótól kezdődtek. A foglalás után minden további szolgáltatás online volt megvásárolható, gyakran kedvezőbb áron, mint a vonaton.

## Hangulat
A vonatok két kocsiszakaszra voltak felosztva: iDzen és iDzap. Az üzleti utazók körében népszerű iDzen azoknak szólt, akik csendes utazást szerettek volna, itt tilos volt a mobiltelefon használata és a hangos beszélgetés. Az iDzap leginkább családok vagy nyaralók számára alkalmas, ahol a zajt kevésbé szigorúan vették, és ahol merészebb, izgalmasabb volt a hangulat. Az iDzap zónában különböző időközönként ételt szolgáltak fel. Az első osztályon utazóknak konnektor állt rendelkezésre, valamint szélesebb ülések és több lábtér volt.

## Szolgáltatások
Az ételek a vonaton a 4. vagy 14. kocsiban található büfékocsiban voltak kaphatók, a vonattól függően. Az iDTGV a Navendis céggel együttműködve saját, előre lefoglalható taxi szolgáltatást üzemeltetett iDcab néven, amely az Île-de-France régiót szolgálta ki. Tableteket, amelyek számos filmet és játékot kínáltak, fejhallgatóval együtt minimális összegért lehetett bérelni. Az ülőhelyeket a foglalás során vagy azután bármikor lehetett kiválasztani, azonban a jegyet minden szolgáltatás hozzáadásakor vagy módosításakor újra kellett nyomtatni.

## Poggyász
Az iDTGV-k poggyász-szállítási szabályai szigorúbbak, mint a standard TGV-knél: minden utas jegye 1 darab kézipoggyászra és 1 darab bőröndre jogosít. Minden további poggyász után 35 euró poggyász-kiegészítő díjat kellett fizetni, amely azonban 45 euróra emelkedett, ha a felszálláskor fizették be.